# Nikolai Yakushov
Nikolai Viktorovich Yakushov –en ruso, Николай Викторович Якушов– (Nikolayev, 30 de julio de 1990) es un deportista ruso que compite en biatlón. Ganó dos medallas en el Campeonato Europeo de Biatlón, plata en 2011 y bronce en 2012.

## Palmarés internacional
| Campeonato Europeo | Campeonato Europeo   | Campeonato Europeo | Campeonato Europeo |
| Año                | Lugar                | Medalla            | Prueba             |
| ------------------ | -------------------- | ------------------ | ------------------ |
| 2011               | Val Ridanna (Italia) | Medalla de plata   | Relevos            |
| 2012               | Osrblie (Eslovaquia) | Medalla de bronce  | Relevos            |